# Heukewalde
Heukewalde è un comune della Germania di 182 abitanti situato nel circondario dell'Altenburger Land in Turingia.